# NGC 4960
NGC 4960 ist eine 13,1 mag helle Balken-Spiralgalaxie vom Hubble-Typ SBc im Sternbild Haar der Berenike, die etwa 114 Millionen Lichtjahre von der Milchstraße entfernt ist. Sie gehört zum Coma-Galaxienhaufen und wurde zweimal entdeckt; zuerst am 25. März 1786 von Wilhelm Herschel mit einem 18,7-Zoll-Spiegelteleskop, der dabei „F, S“ notierte (Beobachtung geführt als NGC 4961); danach am 23. April 1865 von Heinrich Louis d’Arrest (geführt als NGC 4960).